# Горюнов, Евгений Александрович
Евге́ний Алекса́ндрович Горюно́в (21 февраля 1930, деревня Яхново, Ленинградская область — 31 августа 2005, Жуковский, Московская область) — заслуженный лётчик-испытатель СССР, Герой Российской Федерации.

## Биография
Родился 21 февраля 1930 года в деревне Яхново Минецкого района Ленинградской области (ныне Хвойнинского района Новгородской области) в семье рабочих. В 1948 году после окончания школы поступил в Ленинградский политехнический институт.
В 1949 году начал службу в Советской армии. В 1951 году окончил Омское военное авиационное училище лётчиков. После окончания учёбы был оставлен в училище лётчиком-инструктором. В декабре 1957 года при сокращении Военно-воздушных сил был уволен в запас.
В 1959 году окончил Школу лётчиков-испытателей Минавиапрома СССР. В 1959—1989 годах — лётчик-испытатель ОКБ Туполева. Проводил испытания Ту-22Р, Ту-134, Ту-142, Ту-95ЛАЛ, Ту-142М, Ту-144, Ту-154 и десятков других самолётов. Налетал несколько тысяч часов. В 1966 году окончил Московский авиационный институт.
31 августа 1980 года во время испытательного полёта на Ту-144Д на сверхзвуковом режиме произошло разрушение двигателя, некоторых элементов конструкции и систем самолёта. Экипаж во главе с командиром Горюновым привёл повреждённую машину на военный аэродром города Энгельс Саратовской области и выполнил успешную вынужденную посадку. Профессионализм и мужество экипажа позволили сохранить дорогостоящий самолёт и исследовать повреждения его двигателя и конструкции. Это позволило внести изменения в конструкцию, которые повысили безопасность полёта.
В 1989 году отстранён от лётно-испытательной работы по возрасту и состоянию здоровья. Однако до конца жизни продолжал работать в ОКБ А. Н. Туполева инженером на Жуковской лётно-испытательной и доводочной базе.

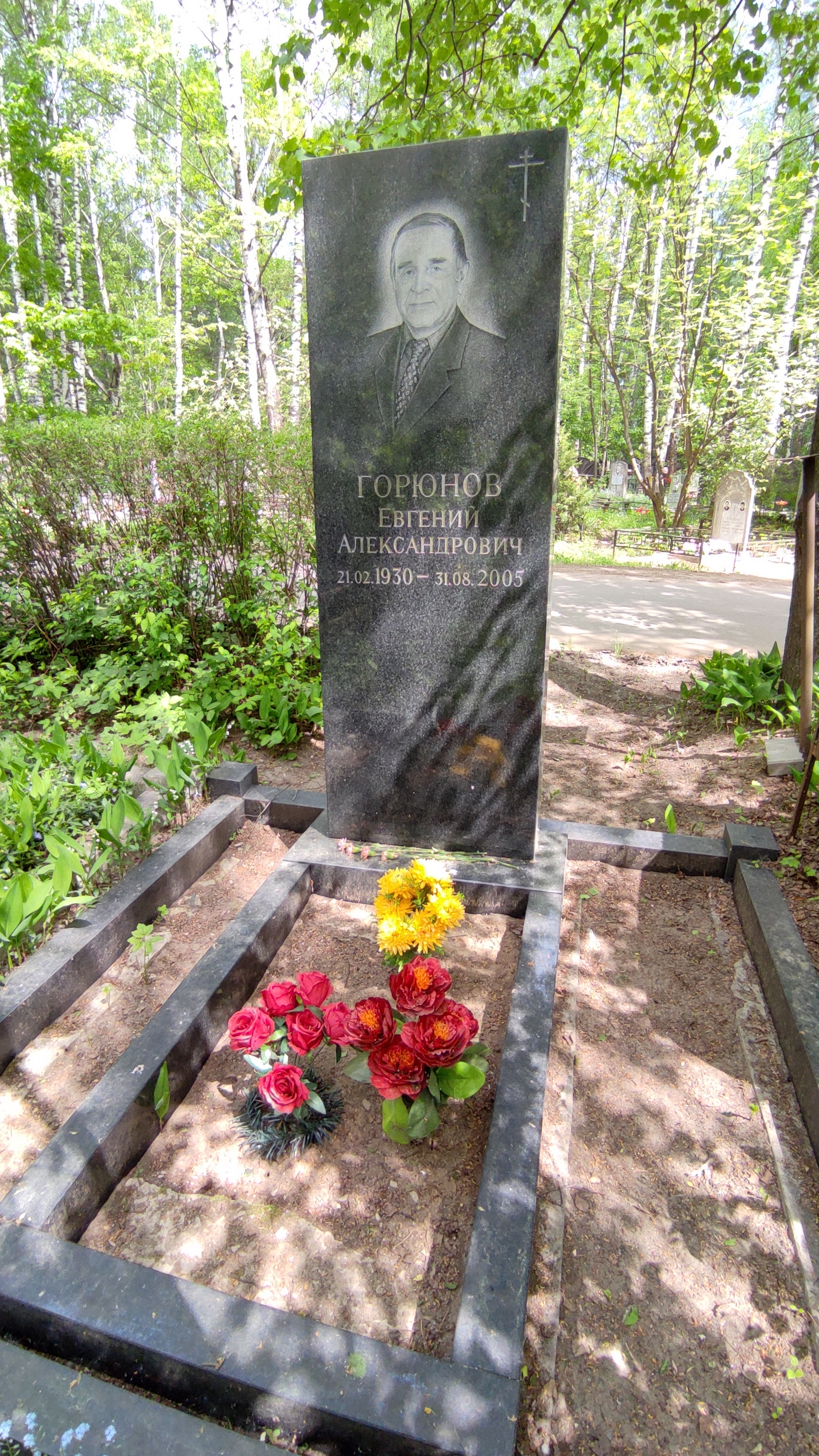
Могила Е. А. Горюнова в Островцах

Скончался 31 августа 2005 года в городе Жуковский Московской области. Похоронен на кладбище в Островцах Раменского района Московской области.

## Награды и звания
- Герой Российской Федерации (21.2.1996)
- Заслуженный лётчик-испытатель СССР
- Орден Октябрьской Революции (3.09.1981)
- Орден «Знак Почёта»
- Медали

## Память

Мемориальная доска на доме в Жуковском, где жил Е. А. Горюнов

- На доме в г. Жуковском по ул. Гагарина, где жил Е. А. Горюнов, установлена мемориальная доска